# Nyssia zonahellfritschi
Nyssia zonahellfritschi là một loài bướm đêm trong họ Geometridae.